# Khoai tây Bombay
Khoai tây Bombay (đôi khi được gọi là Bombay aloo hoặc aloo (alu) Bombay), là một món ăn Ấn Độ được chế biến bằng cách sử dụng khoai tây được cắt khối, luộc chín sau đó chiên và tẩm gia vị với nhiều loại gia vị khác nhau như thìa là, cà ri, tỏi, garam masala, nghệ, hạt mù tạt, muối ớt bột và hạt tiêu. Hành tây, cà chua và nước sốt cà chua được sử dụng làm nguyên liệu. Khoai tây Bombay được dùng như một món phụ, không phải là món chính.